# Nick Cook
Nick Cook (* 1960) ist ein britischer Journalist und Autor für Sachbücher und Belletristik. Er arbeitet seit einigen Jahren als Editor für Luftfahrt bei Jane's Defence Weekly und derzeit als Berater für Raumfahrt. Er ist ein Gründungsmitglied der Vereinigung Free Energy Congress.

## Leben
Cook gilt als Experte für schwarze (geheime) Militärprojekte. Cook vertritt einen urteilsfreien Standpunkt, wenn er Personen interviewt, die an UFOs, an Kontakte mit Außerirdischen, Verschwörungstheorien oder andere ungewöhnliche Phänomene glauben. Als Resultat dieser Herangehensweise kann Cook weder als Skeptiker noch als UFO-Gläubiger eingestuft werden.
2001 berief man Cook als Berater für den Bereich Luft- und Raumfahrt in die Redaktion von Jane's Defence Weekly. Dieses Amt hat er bis heute inne; zusätzlich fungierte er zwischen 1987 und 2001 als Herausgeber der Abteilung Luft- und Raumfahrt von Jane's Defence Weekly. Während der Irakkrise (1991–2003) war er Kommentator und Berater für US-amerikanische und britische Medien.
Cook hat einen Abschluss in Arabistik und Islamistik und lebt derzeit in London.

## Auszeichnungen
Für seine Veröffentlichungen wurden ihm von der Royal Aeronautical Society vier Literatur-Preise verliehen.
- 2001: MTU Award für seinen Artikel Warp Drive, When?
- 1999: Kategorie System und Technologie
- 1997: Kategorie Verteidigung sowie, gemeinsam mit Bill Sweetman, in der Kategorie Finanzen

## Schriften (Auswahl)
Aufsätze
Cook hat zahlreiche Beiträge und Artikel für die Financial Times, Wall Street Journal sowie weitere Zeitschriften und Zeitungen geschrieben.
Bücher
- Barefoot Soldier. A story of extreme valour. Sphere Books, London 2006, ISBN 0-316-73321-0.
- Die Jagd nach Zero Point. Verschlußsache Antigravitationstechnologie („The Hunt for Zero Point. Inside the Classified World of Antigravity Technology“, 2001). Mosquito-Verlag, Potsdam 2006, ISBN 3-928963-14-7.
- Aggressor. St. Martin's Press, New York 1993, ISBN 0-312-07623-1.
- Angel, Archangel. St. Martin's Press, New York 1990, ISBN 0-312-95094-2.

## Filmografie
- 2006: Fernsehdokumentation An Alien History of Planet Earth, History Channel
- 1999: Fernsehdokumentation Billion Dollar Secret